# Achilles Burckhardt

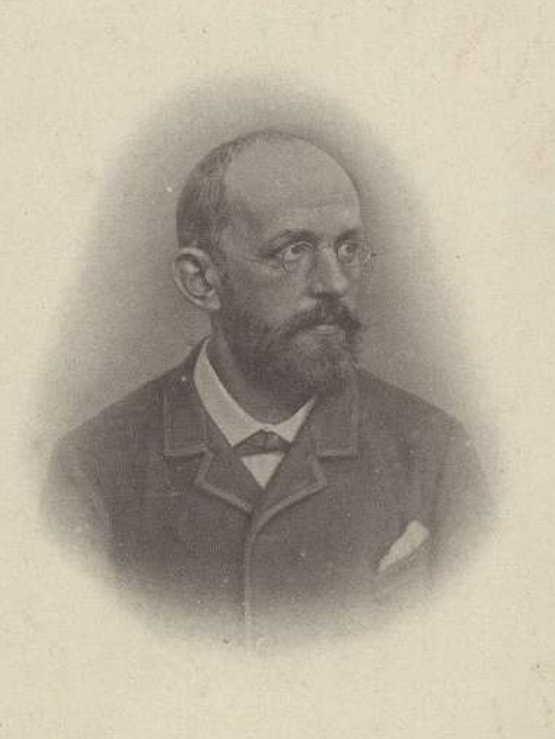
Achilles Burckhardt-von Salis

Achilles Burckhardt (auch Burckhardt-von Salis; * 10. März 1849 in Basel; † 4. Juli 1892 ebenda) war ein Schweizer Gymnasiallehrer und Autor.

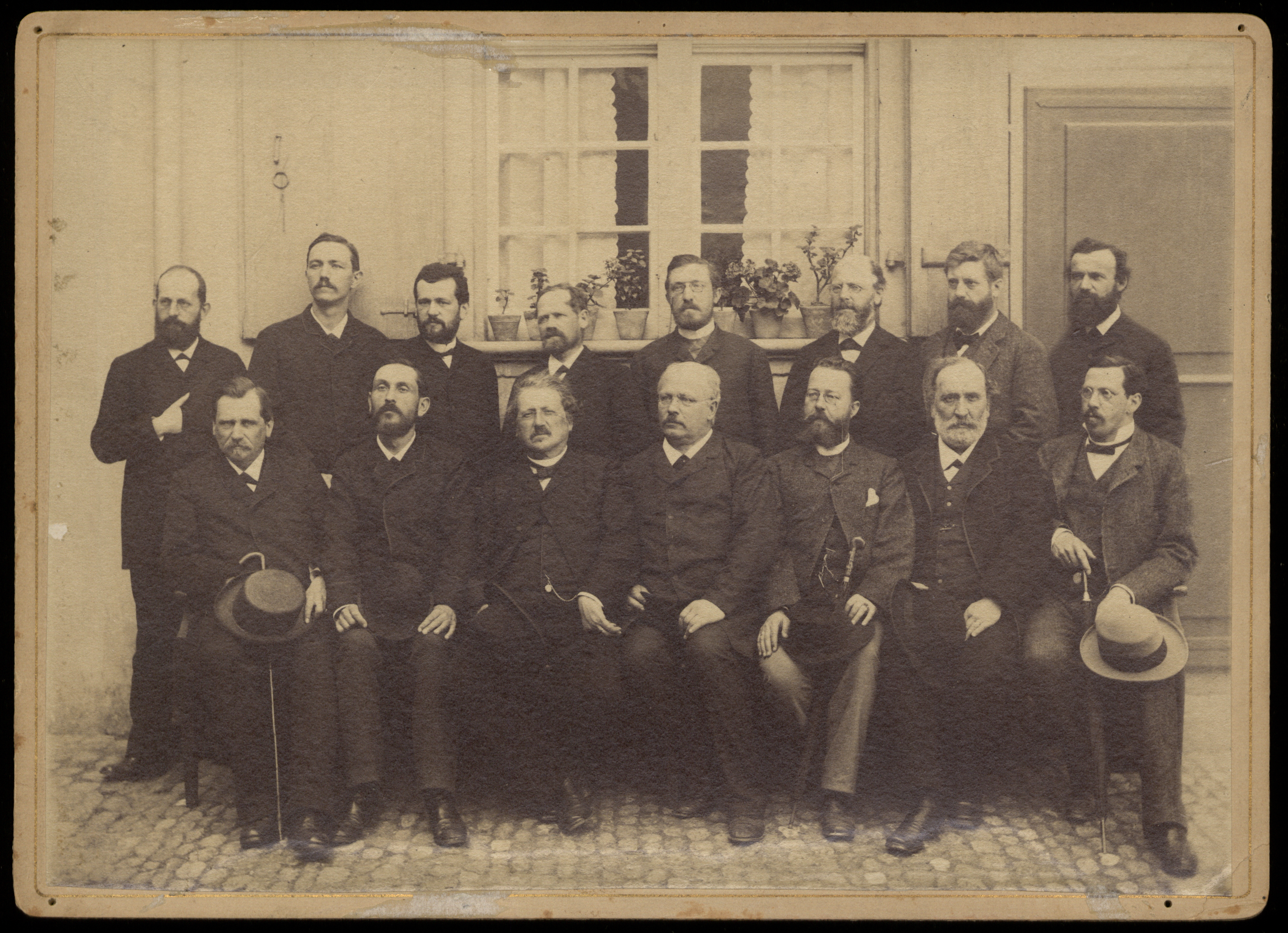
Gruppenbild (Fotografie um 1889), Lehrer des Oberen Gymnasiums Basel, von links nach rechts, oben: Achilles Burckhardt, Fritz Tschopp, Albert Burckhardt, Rudolf Stähelin, Rudolf Kögel, Theophil Burckhardt-Biedermann, Emanuel Probst, Hans Theodor Plüss; unten: Johann Jakob Oeri, Carl Grob, Jacob Achilles Mähly, Rektor Fritz Burckhardt, Gustav Soldan, Felix Bertholet, Albert Riggenbach

## Leben und Werk
Burckhardt war der älteste Sohn des Pastetenbäckers Achilles (1818–1899) und der Rosina Margaretha, geborene Miville (1815–1898). Sein jüngerer Bruder war der Historiker und Politiker Albert Burckhardt. 1879 heiratete Burckhardt Emma, geborene von Salis (1851–1881). Ihr älterer Bruder war Jakob Arnold von Salis. Burckhardts Tochter Emma, heiratete 1905 den Geologen August Buxtorf.
Burckhardt studierte an der Universität Basel bei Wilhelm Vischer, Wilhelm Wackernagel und Jakob Burckhardt, in Göttingen und Berlin. 1873 promovierte er bei Wilhelm Vischer mit der Arbeit De Graecorum civitatum divisionibus. Anschliessend unterrichtete er am Gymnasium Kirschgarten, später am Gymnasium am Münsterplatz. Burckhardt war Klassischer Philologe und Historiker, vielfältig interessiert und ein begnadeter Lehrer. Er wirkte in verschiedenen Fachkommissionen und hielt zahlreiche Vorträge, unter anderem in der Historische und Antiquarische Gesellschaft zu Basel. Mehrere seiner veröffentlichten Arbeiten handeln von der Geschichte und Kulturgeschichte Basels.

## Veröffentlichungen (Auswahl)
- Abbruch des Todtentanzes in Basel. In: Basler Jahrbuch 1883, S. 174–201.
- Christian Wurstisen. In: Beiträge zur vaterländischen Geschichte. Bd. 12 (1888), S. 357–398 (online).